# Anselmo Duarte
Anselmo Duarte Bento (Salto (São Paulo), 21 de abril de 1920 -São Paulo (São Paulo), 7 de noviembre de 2009) fue un actor, guionista y director de cine brasileño. Su filme O Pagador de Promessas ganó la Palma de Oro en el Festival de Cannes de 1962. La película también estuvo nominada al Óscar a la mejor película de habla no inglesa. Duarte murió el 7 de noviembre de 2009 debido a un accidente cerebrovascular.

## Filmografía

### Como actor
- Brasa Adormecida (1987)
- Tensão no Rio (1982)
- Embalos Alucinantes: A Troca de Casais (1979)
- Paranóia (1977)
- Já não se Faz Amor como antigamente (1976)
- Ninguém Segura Essas Mulheres (1976)
- A Casa das Tentações (1975)
- A Noiva da Noite (1974)
- O Marginal (1974)
- Independência ou Morte (1972)
- A Madona de Cedro (1968)
- Juventude e Ternura (1968)
- O Caso dos Irmãos Naves (1967)
- A Espiã Que Entrou em Fria (1967)
- As Pupilas do Senhor Reitor (1961)
- Un rayo de luz (1960)
- O Cantor e o Milionário (1958)
- Absolutamente Certo (1957)
- Arara Vermelha (1957)
- Depois Eu Conto (1956)
- O Diamante (1956)
- Carnaval em Marte (1955)
- Sinfonia Carioca (1955)
- Sinhá Moça (1953)
- Veneno (1952)
- Apassionata (1952)
- Tico-tico no Fubá (1952)
- Maior Que o Ódio (1951)
- Aviso aos Navegantes (1950)
- A Sombra da Outra (1950)
- Pinguinho de Gente (1949)
- O Caçula do Barulho (1949)
- Carnaval no Fogo (1949)
- Terra Violenta (1948)
- Inconfidência Mineira (1948)
- Querida Susana (1947)
- Não Me Digas Adeus (1947)

## Como guionista
- O Caçador de Esmeraldas (1979)
- O Crime do Zé Bigorna (1977)
- Já Não Se Faz Amor como Antigamente (1976)
- Ninguém Segura Essas Mulheres (1976)
- O Descarte (1973)
- Independência ou Morte (1972)
- Um Certo Capitão Rodrigo (1971)
- O Impossível Acontece (1969)
- Quelé do Pajeú (1969)
- Vereda de Salvação (1964)
- O Pagador de Promessas (1962)
- As Pupilas do Senhor Reitor (1961)
- Absolutamente Certo (1957)
- Depois Eu Conto (1956)
- Carnaval em Marte (1955)
- Amei um Bicheiro (1952)
- Carnaval no Fogo (1949)

## Como director
- Absolutamente Certo (1957)
- El pagador de promesas (O Pagador de Promessas) (1962)
- Vereda de Salvação (1964)
- Quelé do Pajeú (1969)
- O Impossível Acontece (1969)
- Um Certo Capitão Rodrigo (1971)
- O Descarte (1973)
- Já Não Se Faz Amor como Antigamente (1976)
- Ninguém Segura Essas Mulheres (1976)
- O Crime do Zé Bigorna (1977)
- Os Trombadinhas (1979)

## Premios y distinciones
Premios Óscar
| Año  | Categoría                          | Película               | Resultado |
| ---- | ---------------------------------- | ---------------------- | --------- |
| 1963 | Mejor película de habla no inglesa | El pagador de promesas | Nominado  |

Festival Internacional de Cine de Cannes
| Año  | Categoría    | Película               | Resultado |
| ---- | ------------ | ---------------------- | --------- |
| 1962 | Palma de Oro | El pagador de promesas | Ganador   |